# Otomys lacustris
Otomys lacustris é uma espécie de roedor da família Muridae.
Pode ser encontrada nos seguintes países: Quénia, Malawi e Tanzânia.
Os seus habitats naturais são: campos rupestres subtropicais ou tropicais e pântanos.
Está ameaçada por perda de habitat.